# Elmer (postać fikcyjna)

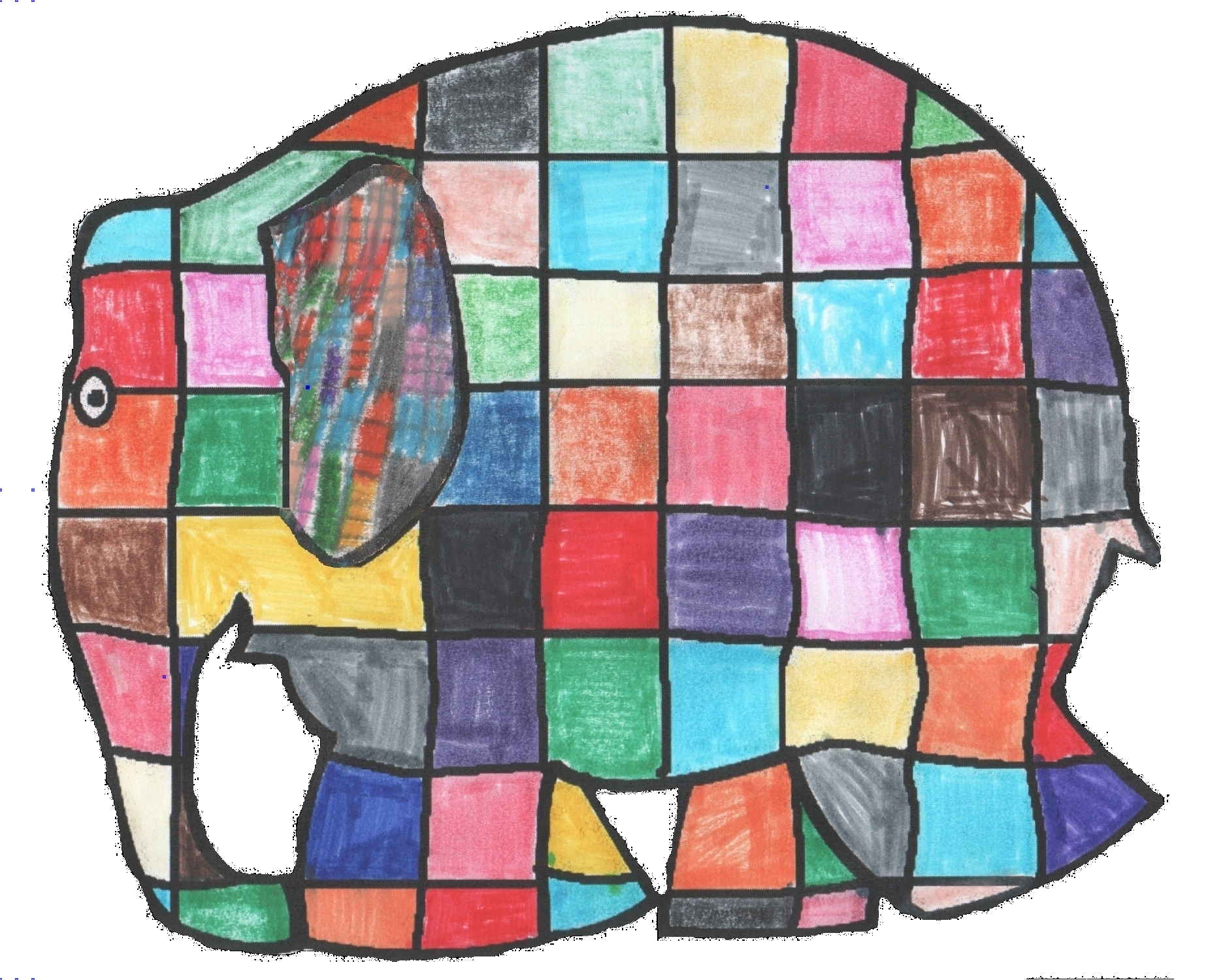
Elmer stworzony za pomocą techniki patchwork

Elmer – słoń w kratkę, fikcyjna postać stworzona przez brytyjskiego pisarza i ilustratora, Davida McKee. Bohater popularnej – także poza obszarem anglojęzycznym – serii książek dla dzieci. W sumie ukazały się 22 książki o Elmerze, przetłumaczono je na 50 języków, łącznie na całym świecie sprzedało się ok. 7 milionów egzemplarzy.

## Historia postaci
Inspiracją dla stworzenia postaci było zdarzenie, jakie spotkało pisarza w  Plympton w hrabstwie Devon – McKee przechadzał się ulicami ze swoją rodziną, kiedy jakiś chłopiec głośno i nieprzyjemnie skomentował ciemniejszą barwę skóry jego córki, Violet. Pierwsza książka o Elmerze opowiadała o akceptacji inności – mówiła o kolorowym słoniu w kratkę, żyjącym w stadzie słoni koloru słoniowego. Elmer, choć lubiany przez inne słonie, martwi się swoją innością i próbuje dostosować się, farbując się na szary kolor. Jednak w tej barwie nie zyskuje większej sympatii grupy, a kiedy deszcz zmywa jego przebranie, stado cieszy się, odzyskując swojego towarzysza, słonia w kratkę. Wygląd słonia został częściowo zainspirowany przez twórczość Paula Klee. Imię Elmer pochodzi od pierwszych liter angielskiego słowa słoń (elephant) i zostało wymyślone po narysowaniu postaci.
Niektóre spośród postaci serii mają źródło w rodzinie autora – Wilbur, wuj pisarza, jest pierwowzorem postaci biało-czarnego słonia Wilbura, kuzyna Elmera. Z kolei postać cioci Zeldy zainspirowana była osobą matki Davida McKee i jej ulubionymi kolorami. Wnuk pisarza, Blake, nazywany Blakey Blue Blue, był natomiast inspiracją do stworzenia postaci Bloo Bloo.
Pierwsza część serii ukazała się w 1968 roku. Od tego czasu regularnie ukazywały się kolejne, obecnie jest ich 22. W 1989 McKee zmienił wydawcę – od tego czasu przygody Elmera w Wielkiej Brytanii wydaje Andersen Press. W ciągu lat styl ilustracji McKee zmieniał się, dlatego z czasem przerysował on na nowo swoje pierwsze książki. W swoich pierwszych książkach McKee nie zawsze pilnował, aby kolory kratek na skórze Elmera były rozłożone zawsze w ten sam sposób, później starał już się o to dbać, jednak, jak sam przyznawał, zdarzały mu się pomyłki.

## Tematy
Książki o Elmerze uczą akceptacji inności i doceniania indywidualności oraz akceptacji siebie takim, jakim się jest.
Szacunek wobec inności sprawia, że książki o słoniu w kratkę cenione są jako uczące akceptacji osób LGBT (choć sam autor stwierdził, że nie miał na celu poruszania tego wątku i że te wartości musiały mu się nasunąć podświadomie).
W niektórych częściach serii o Elmerze McKee podejmuje także aktualne tematy społeczne – w książce Elmer i Hipopotamy krytykuje niechęć wobec imigrantów (reprezentowanych przez hipopotamy, które przybyły nad rzekę i spotkały się z niechęcią; życzliwością obdarzył ich wyłącznie Elmer, który nawiązał z nimi współpracę). Temat ten zainteresował autora, ze względu na jego drugą żonę, Bakhtę, stykającą się z rasizmem ze względu na swoje francusko-algierskie pochodzenie.

## Popularność
Elmer jest niezwykle popularny – ukazały się 22 książki o nim, przetłumaczone na 50 języków. Postać stała się na tyle lubiana, że przyćmiła inne książki swojego autora – niektórzy księgarze odmawiają sprzedaży innych tytułów Davida McKee i są zainteresowani wyłącznie serią o Elmerze. 
Choć pojawiały się takie propozycje, autor odmawiał stworzenia filmu o przygodach słonia w kratkę, zgadzał się jednak na stworzenie różnego rodzaju produktów z nim związanych, np. okolicznościowych kartek, zabawek i maskotek, a nawet japońskiej marki odzieżowej przeznaczonej dla dorosłych.